# Natori (croiseur)
Pour les articles homonymes, voir Natori (homonymie).
Le Natori (名取) était un croiseur léger de classe Nagara en service dans la Marine impériale japonaise. Le navire est baptisé sous le nom de la rivière Natori, située dans la préfecture de Miyagi, au Japon.

## Historique

### Début de carrière
Sa quille est posée le 14 décembre 1920 au chantier Mitsubishi Heavy Industries à Nagasaki, il est lancé le 16 février 1922 et opérationnel le 15 septembre 1922. Peu après sa mise en service, le Natori patrouille au large des côtes de la Chine. À partir de 1938, le croiseur est basé à Taiwan, où il couvre le débarquement des troupes Japonaises dans le sud de la Chine.
En 1940, un différend frontalier entre la Thaïlande et l'Indochine française dégénère en conflit armé. Les hostilités cessent le 28 janvier 1941, un accord est finalement signé le 31 après deux jours de pourparler entre la France vichyste et le Royaume de Siam. La signature intervient à bord du Natori, ancré dans le port de Saigon.

### Début de la Guerre du Pacifique
Le 26 novembre 1941, le Natori devient navire amiral du 5e Escadron de Destroyer du Vice-Amiral Ibō Takahashi de la 3e Flotte. Il est ensuite affecté à la 1re Unité d'Attaque Surprise des Forces de Philippines. Au moment de l'attaque sur Pearl Harbor, le Natori escorte six transports de troupes de la 48e division pour Mako, Pescadores, Aparri et Luzon. Le 10 décembre 1941, la force de débarquement est attaquée par trois bombardiers B-17 Flying Fortress du 14e Escadron de l'USAAF, endommageant légèrement le Natori et le destroyer Harukaze. Fin décembre, après des réparations mineures à Mako, le Natori escorte dans le golfe de Lingayen 27 navires de transport composés des 47e Régiment d'Infanterie, 48e Division d'Infanterie et 4e Régiment de blindés.
Le 26 décembre, il est réaffecté dans la Deuxième Unité d'Escorte en compagnie croiseur léger Kashii, chargés d'escorter 43 navires de transports du Troisième Convoi de Malaya, à destination de Songkhla.

### Bataille du détroit de la Sonde
Il couvre ensuite l'invasion des Forces Japonaises dans les Indes néerlandaises et participe à la bataille du détroit de la Sonde le 28 février 1942.
Le Natori et plusieurs divisions de destroyers sont déployés au nord et à l'ouest des zones d'atterrissage. À 23 h 00, la Troisième Force Escorte (dont le Natori) et ses destroyers arrivent sur zone avec les Mogami, Mikuma et Shikinami. Les Natori, Hatsuyuki et Shirayuki ouvrent rapidement le feu. À 23 h 08, les croiseurs alliés manœuvrent vers le nord-est tandis que le Natori et ses destroyers se dirigent en trois colonnes vers le sud-est. Entre 23 h 10 et 23 h 19, vingt-huit torpilles sont tirées. Durant la bataille, le croiseur n'est pas endommagé.
Le 10 mars 1942, le Natori est affecté à la 16e Division de Croiseur en compagnie du croiseur léger Nagara. Après l'invasion de Java, il participe à la bataille de l'île Christmas. Le 1er avril, il est attaqué sans succès par trois torpilles au large de l'île Christmas par le sous-marin USS Seawolf. Le Naka est lui touché à tribord, près de sa chaudière no 1. Il est remorqué jusqu'à la baie de Banten par le Natori.
D'avril à juin, il patrouille en mer de Java. Après une refonte à Maizuru, le croiseur patrouille en mer de Java et de Timor jusqu'en décembre. À cette occasion il transit à Mergui (Birmanie), Penang, Singapour et Davao.
Le 21 décembre 1942, le Natori escorte une « Force navale Spéciale de Débarquement », débarquant à Hollandia, en Nouvelle-Guinée.
Le 9 janvier 1943, à 18 milles marins (33 km) au sud-est d'Ambon, le Natori est repéré et attaqué par le sous-marin USS Tautog à une distance d'environ 3 000 mètres. Il tire deux torpilles le touchant à l'arrière. La déflagration casse son gouvernail, provoquant une vitesse réduite. Le Tautog tire deux autres torpilles mais le manque, ce qui permet au Natori d'échapper à son attaquant.

### Réaménagement

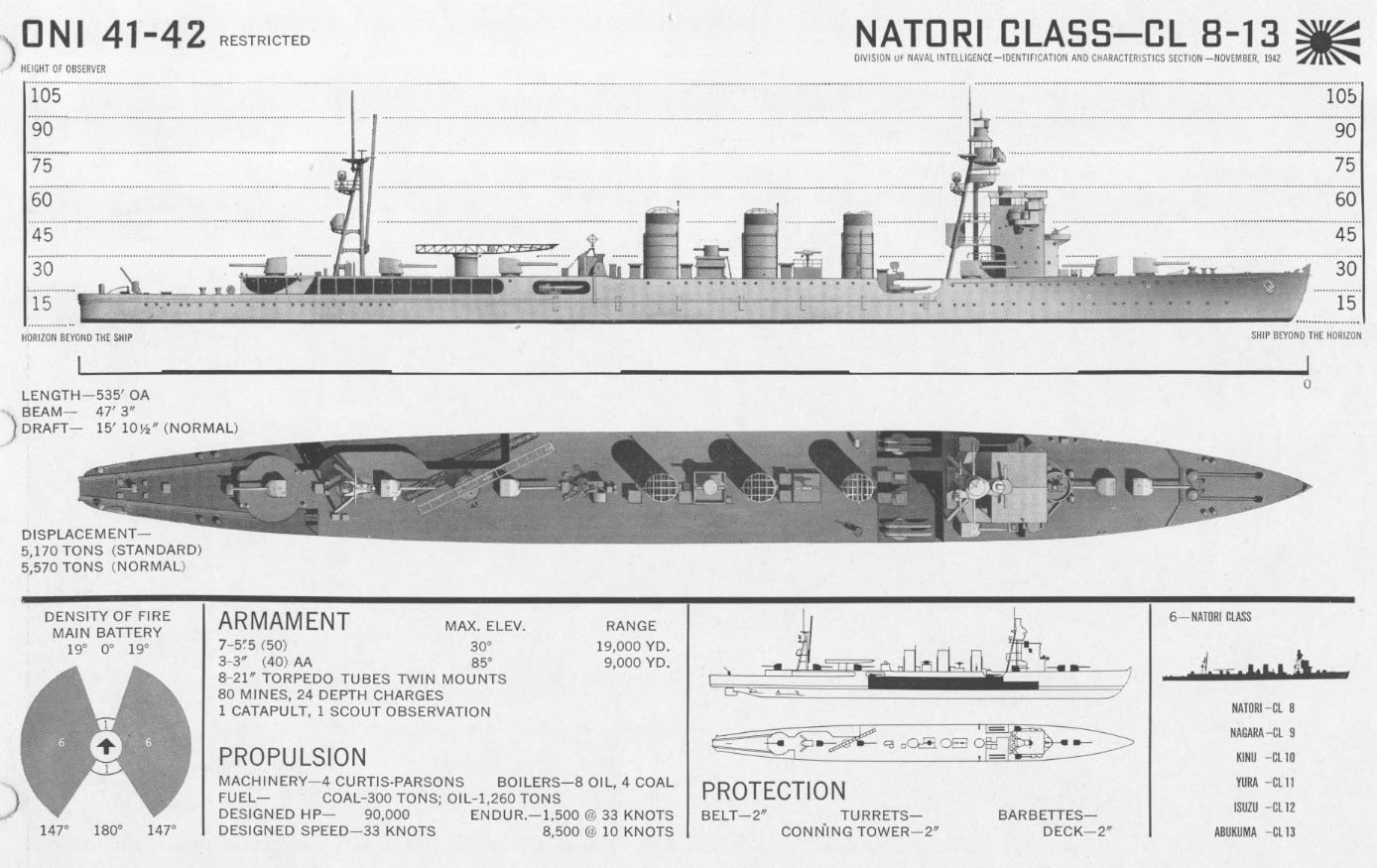
Plan du Natori.

Le 21 janvier 1943, alors stationné à Ambon, le Natori est endommagée sur son côté tribord par une bombe de 226 kg larguée par un bombardier B-24 Liberator du 90e Bomb Group du 319e Bomb Squadron. La bombe cause de gros dégâts dans la chaudière no 2 et provoque une inondation. Le navire quitte Ambon dans la journée pour des réparations à Makassar. Les travaux s'avérant impossible, le Natori fait route vers la base navale de Singapour. Quelques réparations sont effectuées jusqu'au 24 mai 1943, date à laquelle la décision est prise de l'envoyer au Japon pour des travaux de modernisation.
Les modernisations débutent à l'Arsenal naval de Maizuru. Les canons 140 mm no 5 et no 7 sont retirés, ainsi que sa catapulte et son derrick. Un canon Type 89 127 mm est installé, ainsi que deux canons Type 96 de 25 mm, portant le total à 14 canons de 25 mm. Un radar de recherche aérien type 21 est installé et des hydrophones sont fixés sur sa coque. Les réparations et la modernisation s'achèvent le 1er avril 1944, au cours duquel le Natori est désigné navire amiral du 3e Escadron de Destroyer de la Flotte du Pacifique Central.

### Opérations dans les Philippines
Le 5 juin 1944, le Natori transporte des troupes de l'Armée Impériale Japonaise de Kure à Davao (Mindanao). Il débarque également des troupes à Palaos le 17 juin 1944, la veille de la bataille de la mer des Philippines. Le navire stationne à Davao jusqu'à août comme navire de garde.
Le 20 juillet 1944, le sous-marin USS Bluegill patrouillant vers Davao repère le Natori voguant à 26 nœuds (48 km/h), mais il n'attaque pas, n'obtenant aucun poste de tir favorable. Le Natori arrive à Palaos le 21 juillet 1944, aidant à évacuer 800 « femmes de réconfort » japonaises et coréennes pour Davao.
Le 18 août 1944, à 200 milles marins (370 km) à l'est de Samar, le Natori accompagne le transport T. 3 vers Palau, lorsqu'ils sont repérés par le sous-marin USS Hardhead à l'est du détroit de San-Bernardino. L'identifiant comme un cuirassé, le submersible tire une première salve de cinq torpilles Mark 23 (en), tirées d'environ 2 600 mètres. Le Natori est touché à bâbord dans une de ses chaufferies. Le Natori désormais ingouvernable est touché une seconde fois par une salve de quatre torpilles Mark 18 (en), explosant à tribord au milieu.
À 07 h 04, le Natori coule à la position géographique 12° 29′ N, 128° 49′ E, emportant 330 membres d'équipage, dont le Capitaine Kubota. Les destroyers Uranami et Kiyoshimo sauvent 194 survivants et le sous-marin USS Stingray (en) récupère quatre autres survivants dans un radeau en caoutchouc. Le 12 septembre 1944, soit près d'un mois après le naufrage, le destroyer USS Marshall (en) capture un canot de sauvetage avec 44 autres survivants du Natori à son bord.
Le Natori est rayé des listes le 10 octobre 1944.